# Jungle Jim
Jungle Jim ist ein von Alex Raymond ab 1934 gezeichneter Comicstrip.

## Inhalt
Im Mittelpunkt der wöchentlich erscheinenden Reihe steht der Großwildjäger Jim Bradley, den es auf seinen Abenteuern in den tiefsten Urwald und an andere exotische Schauplätze verschlägt. 

## Veröffentlichung des Comics
Der Abenteuer-Comic Jungle Jim startete am 7. Januar 1934 in den von dem Verlag King Features belieferten amerikanischen Sonntagszeitungen auf einer Seite mit dem ebenfalls an diesem Tag anlaufenden Science-Fiction-Comic Flash Gordon. Die beiden als Fortsetzungsgeschichten konzipierten Serien wurden von dem Newcomer Alex Raymond gezeichnet. 
Die beiden Serien waren als Konkurrenz zu den populären Zeitungscomics Buck Rogers und Tarzan gedacht. Während Flash Gordon Buck Rogers in der Publikumsgunst schnell und dauerhaft überflügelte, konnte sich Jungle Jim nur einige Jahre gegen Tarzan behaupten. 1944 gab Raymond die Serie zusammen mit Flash Gordon an seinen Assistenten Austin Briggs ab. 1948 übernahm Paul Norris die Arbeit an Jungle Jim. 1954 wurde Jungle Jim endgültig eingestellt. In Deutschland erschienen zwei Bände mit Jungle-Jim-Comics im Feest-Verlag.

## Filme
Von 1948 bis 1955 stellte Johnny Weissmuller Jungle Jim in 16 Kinofilmen dar. Von den 16 Filmen erschienen 11 in Deutschland.
| Deutscher Titel           | Originaltitel                     | Premiere weltweit | Premiere Deutschland |
| ------------------------- | --------------------------------- | ----------------- | -------------------- |
| Das Geheimnis von Zimbalu | Jungle Jim                        | 15. Dezember 1948 | 16. Oktober 1951     |
| König des Dschungels      | The Lost Tribe                    | 1. Mai 1949       | Januar 1950          |
| Diamantenjagd im Urwald   | Mark of the Gorilla               | 12. Januar 1950   | 9. Februar 1951      |
| Die Dschungelgöttin       | Captive Girl                      | 27. April 1950    | 12. September 1952   |
| Buschteufel im Dschungel  | Pygmy Island                      | 22. November 1950 | 1951                 |
| Hölle am Kongo            | Fury of the Congo                 | 26. Februar 1951  | 24. Oktober 1952     |
|                           | Jungle Manhunt                    | 4. Oktober 1951   |                      |
| Schrei aus dem Dschungel  | Jungle Jim and the Forbidden Land | 29. Februar 1952  | 28. August 1953      |
|                           | Voodoo Tiger                      | 15. November 1952 |                      |
| Retter von Tulonga        | Savage Mutiny                     | 3. Februar 1953   | 5. März 1954         |
| Gefangene der Kopfjäger   | Valley of Head Hunters            | 29. Juli 1953     | 16. Juli 1954        |
|                           | Killer Ape                        | 4. Dezember 1953  |                      |
| Urwald in Aufruhr         | Jungle Man-Eaters                 | 1. Juni 1954      | 9. April 1955        |
|                           | Cannibal Attack                   | 1. November 1954  |                      |
| Herrscher des Dschungels  | Jungle Moon Men                   | 1. April 1955     | 16. August 1955      |
|                           | Devil Goddess                     | 1. Oktober 1955   |                      |

1955 und 1956 entstand zudem eine 26-teilige Fernsehserie. In Deutschland wurde sie bislang nicht ausgestrahlt.